# Lipiny (Ciechanów)
Pour les articles homonymes, voir Lipiny.
Lipiny (prononciation : [liˈpinɨ]) est un village polonais de la gmina de Glinojeck dans le powiat de Ciechanów de la voïvodie de Mazovie dans le centre-est de la Pologne.
Il se situe à environ 9 kilomètres à l'est de Glinojeck (siège de la gmina), 17 kilomètres au sud-ouest de Ciechanów (siège du powiat) et à 77 kilomètres au nord-ouest de Varsovie (capitale de la Pologne).

## Histoire
De 1975 à 1998, le village appartenait administrativement à la voïvodie de Ciechanów.